# Žaltman
Žaltman – wzniesienie o wysokości 739 m n.p.m. w północno-środkowych Czechach w Sudetach Środkowych, w Žaclérskiej vrchovinie, w paśmie Gór Jastrzębich, zaliczane do Korony Sudetów. Leży około 8,7 km, na południowy zachód od miejscowości Adrszpach.

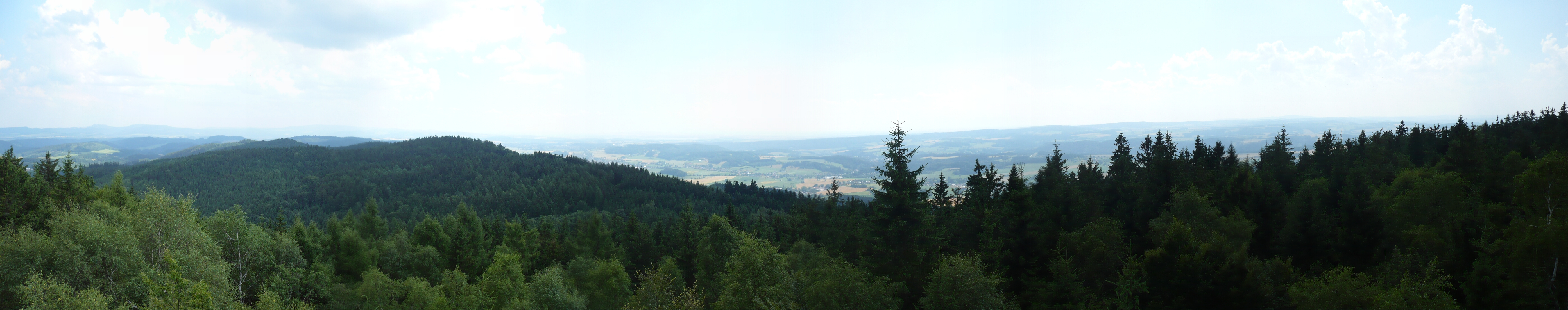
Widok z wieży na szczycie

Dwuwierzchołkowa góra Žaltman jest wzniesieniem w masywie Žacléřská vrchovina, górującym nieznacznie nad miejscowością Radvanice od południowo-zachodniej strony. Wyrasta w środkowym fragmencie grzbietu Gór Jastrzębich (najwyższa góra pasma), w kształcie wyraźnego wału o  dość stromych zboczach. Wznosi się w niewielkiej odległości od sąsiedniego wzniesienia Kolčarka o wysokości 691 m n.p.m., położonego po południowo-wschodniej stronie, od którego oddzielony jest niewielkim siodłem. Zbocze północno-wschodnie opada stromo w stronę doliny potoku Jívka, a zbocze południowo-zachodnie opada w stronę Malych Svatoňovic.
Podłoże budują zlepieńce, piaskowce i iłowce oraz utwory okresu karbońskiego. Całe wzniesienie porasta w większości las świerkowy.
Na południowo-zachodnim zboczu poniżej szczytu oraz w okolicy szczytu znajdują się budowle linii umocnień z okresu II wojny światowej. Na szczycie wzniesienia stoi żelazna, otwarta 21 września 1967 wieża widokowa o wysokości 12 m, z tarasem na wysokości 10 m, na który wiedzie 51 spiralnych stopni. Z powodu przesłonięcia widoku przez podrastające drzewa, w 2018 planowane jest postawienie nowej konstrukcji o wysokości 25 m. Położenie wzniesienia, kształt i wyraźna dwuwierzchołkowa część szczytowa z wieżą widokową czynią wzniesienie rozpoznawalnym w terenie. Rozpościera się stąd rozległa panorama na Karkonosze (aktualnie przesłonięta), Góry Krucze, Góry Sowie, Góry Suche, Skały Adrszpasko-Cieplickie, Broumowskie Ściany, a przy dobrej widoczności także Góry Orlickie i Śnieżnik.
Przez Žaltman prowadzi  zielony szlak turystyczny z Petříkovic do Odolov i dalej.